# Musée de la communication
 (décembre 2022).
La mise en forme du texte ne suit pas les recommandations de Wikipédia : il faut le « wikifier ».
Les points d'amélioration suivants sont les cas les plus fréquents. Le détail des points à revoir est peut-être précisé sur la page de discussion.
- Les titres sont pré-formatés par le logiciel. Ils ne sont ni en capitales, ni en gras.
- Le texte ne doit pas être écrit en capitales (les noms de famille non plus), ni en gras, ni en italique, ni en « petit »…
- Le gras n'est utilisé que pour surligner le titre de l'article dans l'introduction, une seule fois.
- L'italique est rarement utilisé : mots en langue étrangère, titres d'œuvres, noms de bateaux, etc.
- Les citations ne sont pas en italique mais en corps de texte normal. Elles sont entourées par des guillemets français : « et ».
- Les listes à puces sont à éviter, des paragraphes rédigés étant largement préférés. Les tableaux sont à réserver à la présentation de données structurées (résultats, etc.).
- Les appels de note de bas de page (petits chiffres en exposant, introduits par l'outil «  Source ») sont à placer entre la fin de phrase et le point final[comme ça].
- Les liens internes (vers d'autres articles de Wikipédia) sont à choisir avec parcimonie. Créez des liens vers des articles approfondissant le sujet. Les termes génériques sans rapport avec le sujet sont à éviter, ainsi que les répétitions de liens vers un même terme.
- Les liens externes sont à placer uniquement dans une section « Liens externes », à la fin de l'article. Ces liens sont à choisir avec parcimonie suivant les règles définies. Si un lien sert de source à l'article, son insertion dans le texte est à faire par les notes de bas de page.
- La présentation des références doit suivre les conventions bibliographiques. Il est recommandé d'utiliser les modèles {{Ouvrage}}, {{Chapitre}}, {{Article}}, {{Lien web}} et/ou {{Bibliographie}}. Le mode d'édition visuel peut mettre en forme automatiquement les références.
- Insérer une infobox (cadre d'informations à droite) n'est pas obligatoire pour parachever la mise en page.

Pour une aide détaillée, merci de consulter Aide:Wikification.
Si vous pensez que ces points ont été résolus, vous pouvez retirer ce bandeau et améliorer la mise en forme d'un autre article.
Le Musée de la communication est un musée interactif consacré à la communication et situé à Berne, capitale de la Suisse. Il s’est vu décerner en 2019 le Prix du musée du Conseil de l’Europe,. Le musée a été fondé en 1907 en tant que musée d’entreprise de la Poste suisse (les futures PTT). L’ouverture thématique et la rebaptisation en Musée de la communication ont fait suite à la restructuration de la fondation de La Poste suisse et de Swisscom SA. Depuis sa dernière transformation et la réouverture de l’exposition permanente en 2017, le musée place son public au cœur de ses activités.

## Expositions temporaires
Depuis que le Musée de la communication a emménagé dans son propre bâtiment, en 1990, il organise régulièrement des expositions temporaires. Il aborde avec elles les conséquences sociales et culturelles de la communication et de ses technologies et approfondit certains aspects surprenants de la communication. Ces dernières années, il a par exemple exploré la fonction des inhibitions, l’art de vieillir ou les défis et les potentiels du silence. L’exposition « Sounds of Silence » a remporté plusieurs prix internationaux, dont l’iF Design Award de l’iF Industrie Forum Design. Le rythme initial de trois à quatre expositions temporaires par an s’est réduit entretemps à une à deux.

## Exposition permanente

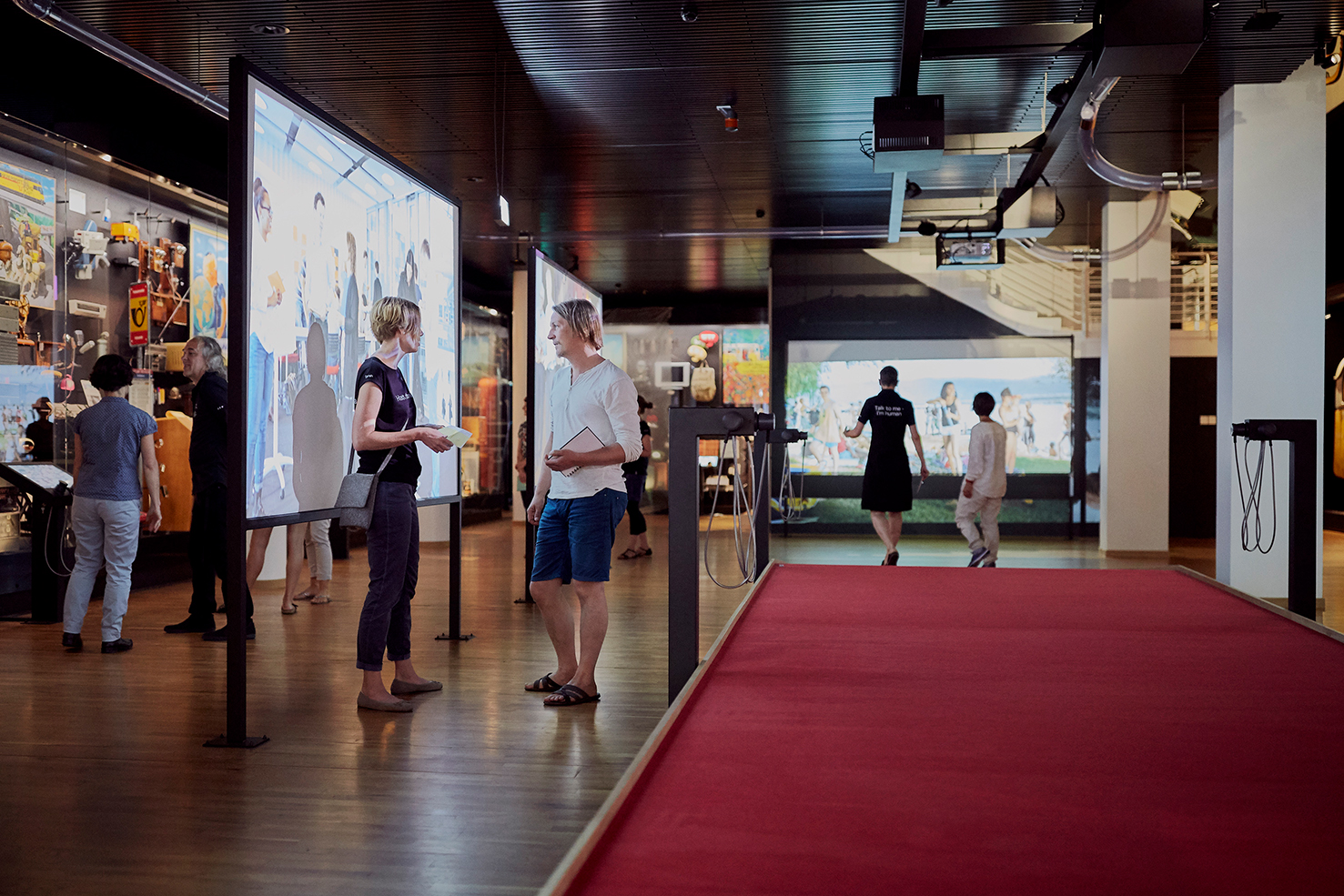
Tapis rouge de l’exposition permanente inaugurée en 2017

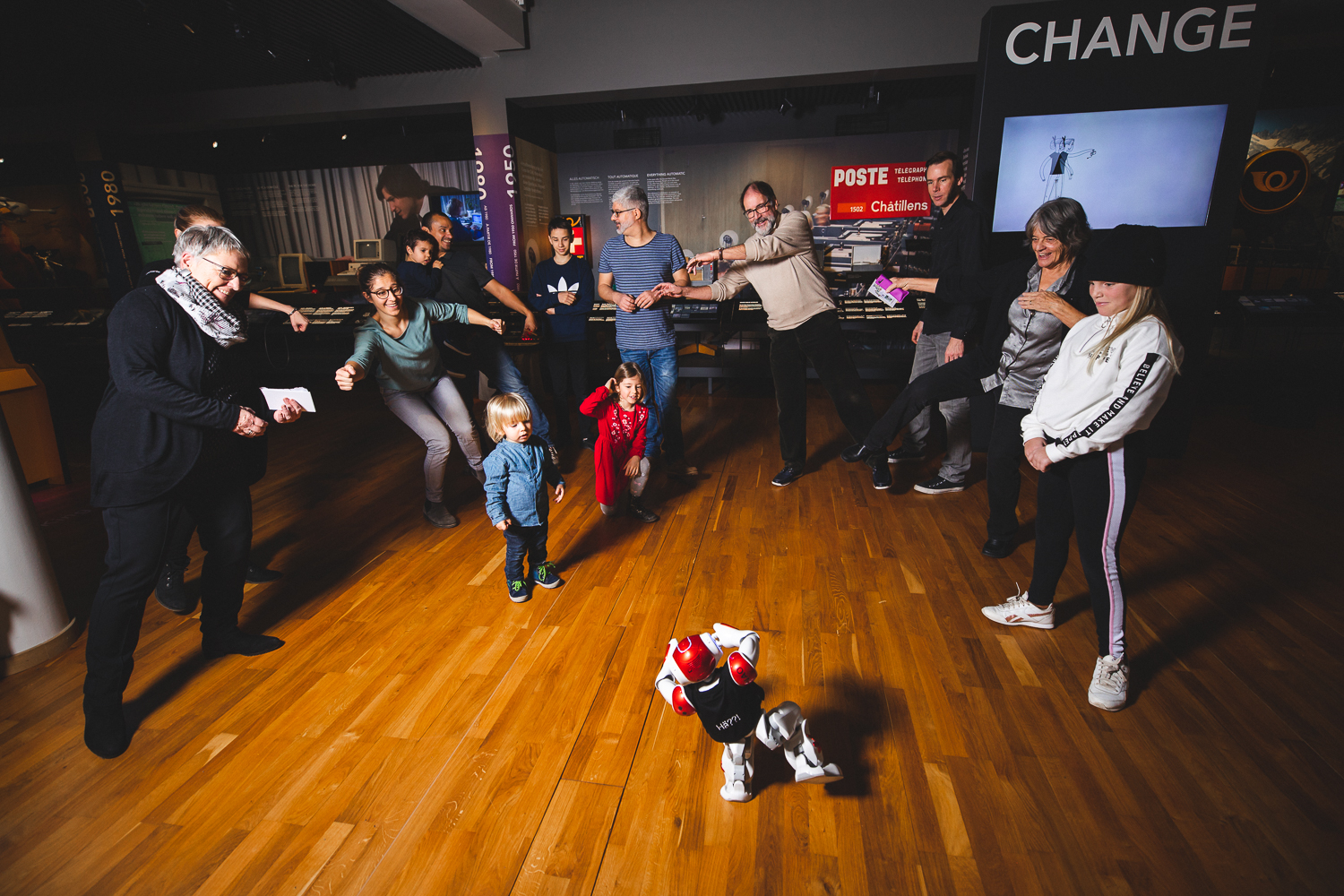
Des visiteurs font du tai chi avec le robot « Nao »

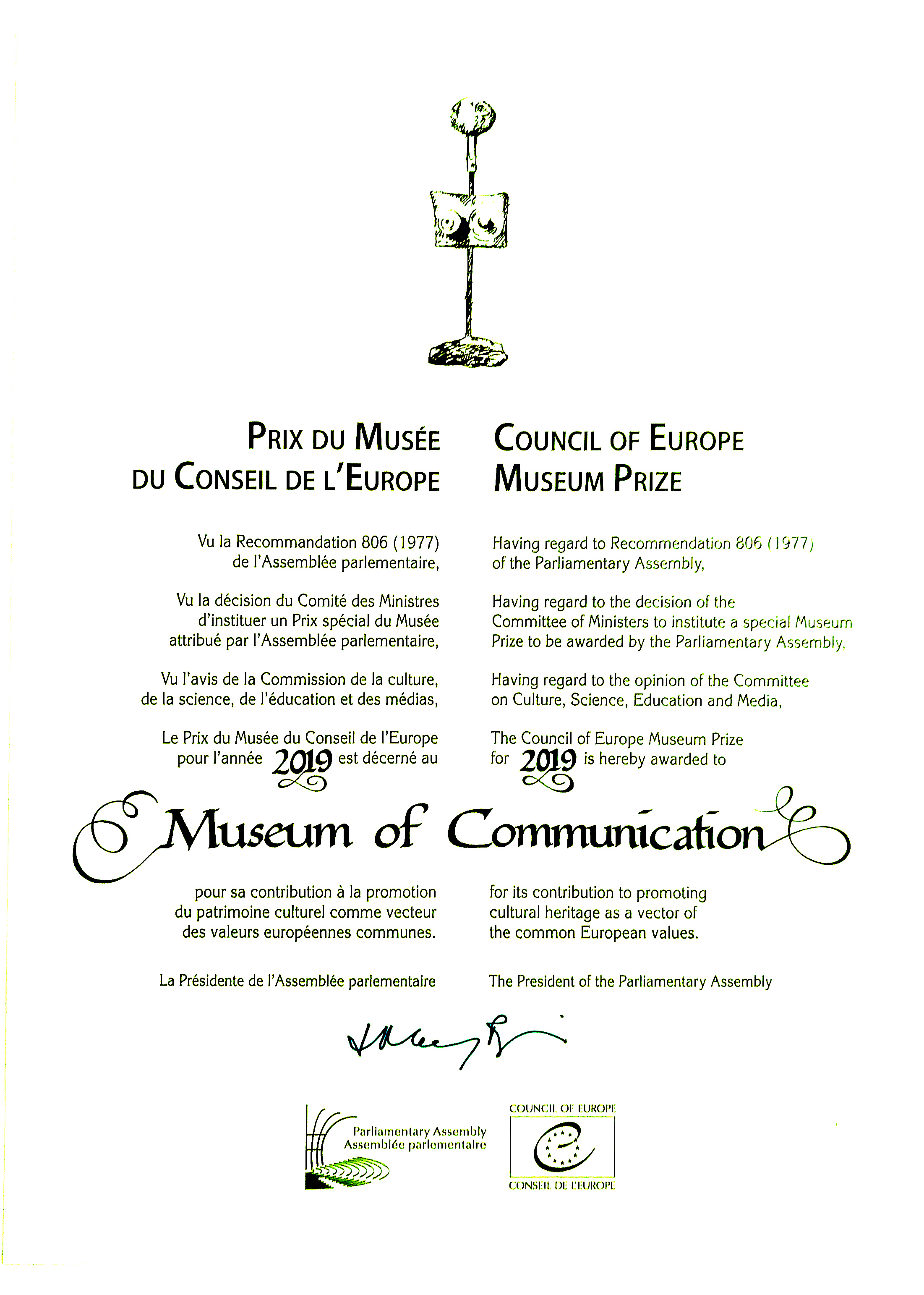
Titre du Prix du musée du Conseil de l’Europe

Après une année de travaux, le Musée de la communication de Berne a fêté sa réouverture le 17 août 2017 par le vernissage de sa nouvelle exposition permanente,. L’exposition permet de faire une expérience ludique de la communication d’aujourd’hui et de ses moyens aussi bien analogiques que numériques. Elle est axée sur la rencontre, l’expérimentation et une scénographie compréhensible. Des communicateurs présents en permanence transmettent les contenus de l’exposition et encouragent les échanges entre les visiteurs,. Ils n’ont plus rien à voir avec le personnel de surveillance classique des musées, mais cherchent à dialoguer directement avec le public. Avec cette conception interactive et la médiation personnelle, le Musée de la communication a remporté en 2019 le Prix du musée du Conseil de l’Europe.

## Chronologie des expositions permanentes

### Musée de la poste et Musée des PTT en tant que musées d’entreprise
Depuis sa fondation en 1907, le musée a toujours présenté une exposition permanente. Après la phase de démarrage, dans les locaux du bâtiment principal de la poste à Berne, et une fermeture due à la mobilisation générale pendant la Première Guerre mondiale, la collection de timbres exposée était principalement fréquentée par des philatélistes.
Après le déménagement dans le nouveau bâtiment du Musée alpin suisse, la direction du musée a proposé de donner une valeur de modernité et d’utilité plus grande au Musée de la poste. Ensuite de quoi une exposition plus contemporaine a été conçue, qui attirait quelque 12 000 visiteurs par an jusqu’à ce qu’éclate la Deuxième Guerre mondiale.
À la fin de la guerre, le musée a pu à nouveau offrir des horaires d’ouverture normaux et reprendre ses travaux de recherche et de collection. Il a également participé à des expositions-vitrine dans différentes parties du pays, à des foires régionales et à des manifestations culturelles. Ces participations ont eu des effets positifs sur la notoriété et la fréquentation du musée.
La construction d’un bâtiment réservé au Musée des PTT (inauguré en 1990) visait à réunir les trois principaux domaines d’exposition et à permettre aux visiteurs de les vivre comme un tout : l’histoire de la poste, l’histoire des télécommunications et la collection philatélique. L’objectif était de présenter les PTT en tant que vecteur de communication global. L’exposition devait aussi être utile et compréhensible aux profanes. Le but était de montrer les pièces exposées dans un contexte social. Ces pièces devaient également être présentées d’une manière réfléchie en termes didactiques et regroupées selon des idées faciles à appréhender. Les visiteurs devaient pouvoir intervenir activement dans des situations reproduisant la réalité. Exemples : les stations où écrire des lettres ou simuler les rôles d’expéditeur et de destinataire.

### Musée de la communication en tant que musée thématique
Exposition sur l’histoire de la poste, 2006
Avec son changement de cadre juridique - une fondation - et sa rebaptisation, le Musée de la communication a acquis son indépendance en 1997. Cette étape a permis de placer les objets historiques de la collection dans un contexte thématique et temporel plus large.
En 1998, le conseil de fondation a adopté une conception générale pour la nouvelle exposition qui avait pour but d’associer activement le public à son existence. Il n’était plus seulement question de diffuser des contenus éducatifs rationnels, mais aussi de susciter des émotions et de faire vivre des expériences. En 1999, le Musée de la communication de Berne accueillait 36 297 visiteurs.
La réalisation proprement dite a commencé en l’an 2000 et s’est déroulée par étape. Le bâtiment du musée a d’abord été complété par une salle de conférence, une cafétéria et une boutique. En 2003, le premier tiers de l’exposition permanente ouvrait sous le nom de « L’aventure de la communication », puis celui de « si près, si loin : l’homme et ses moyens de communication ».
En 2007, les autres parties de l’exposition permanente, qui en compte trois, ont été inaugurées : « As Time Goes Byte : histoire de l’ordinateur et culture numérique » et « Des images qui collent : le monde des timbres ». C’était la conclusion de la rénovation générale du musée et de son exposition permanente, sous le slogan de « L’aventure de la communication ». Le nombre de visiteurs atteignait pour la première fois la barre des 80 000.
Novembre 2012 marque le début de la phase d’initialisation d’un renouvellement général de la conception du musée vers un Musée de la communication interactif et contemporain. Après un an de travaux, la nouvelle exposition permanente est inaugurée en 2017.
Depuis, la fréquentation a beaucoup augmenté. En 2019, pas moins de 115 664 personnes ont franchi les portes du Musée de la communication. En l’espace de 20 ans, leur nombre s’est donc multiplié par plus de trois.
Pour pouvoir s’acquitter de ses tâches dans une société en mutation technologique rapide, le musée a mis au point une stratégie numérique en 2019. Elle vise, avec ses volets présence digitale, culture de la participation et mémoire culturelle, à rendre les atouts du musée accessibles dans le monde virtuel.

## Histoire, architecture, sites

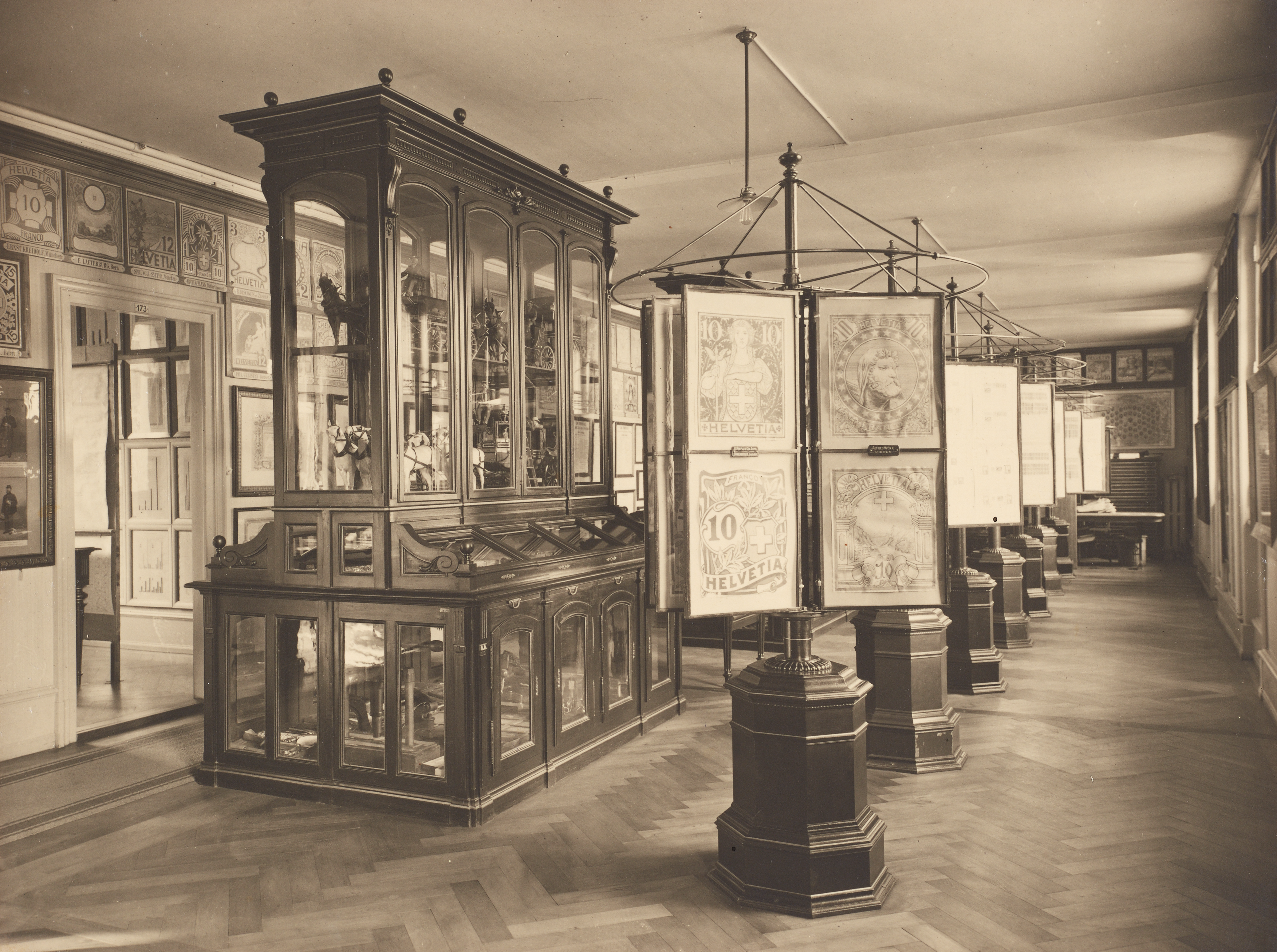
Musée de la poste au Bollwerk III, ouvert en 1907

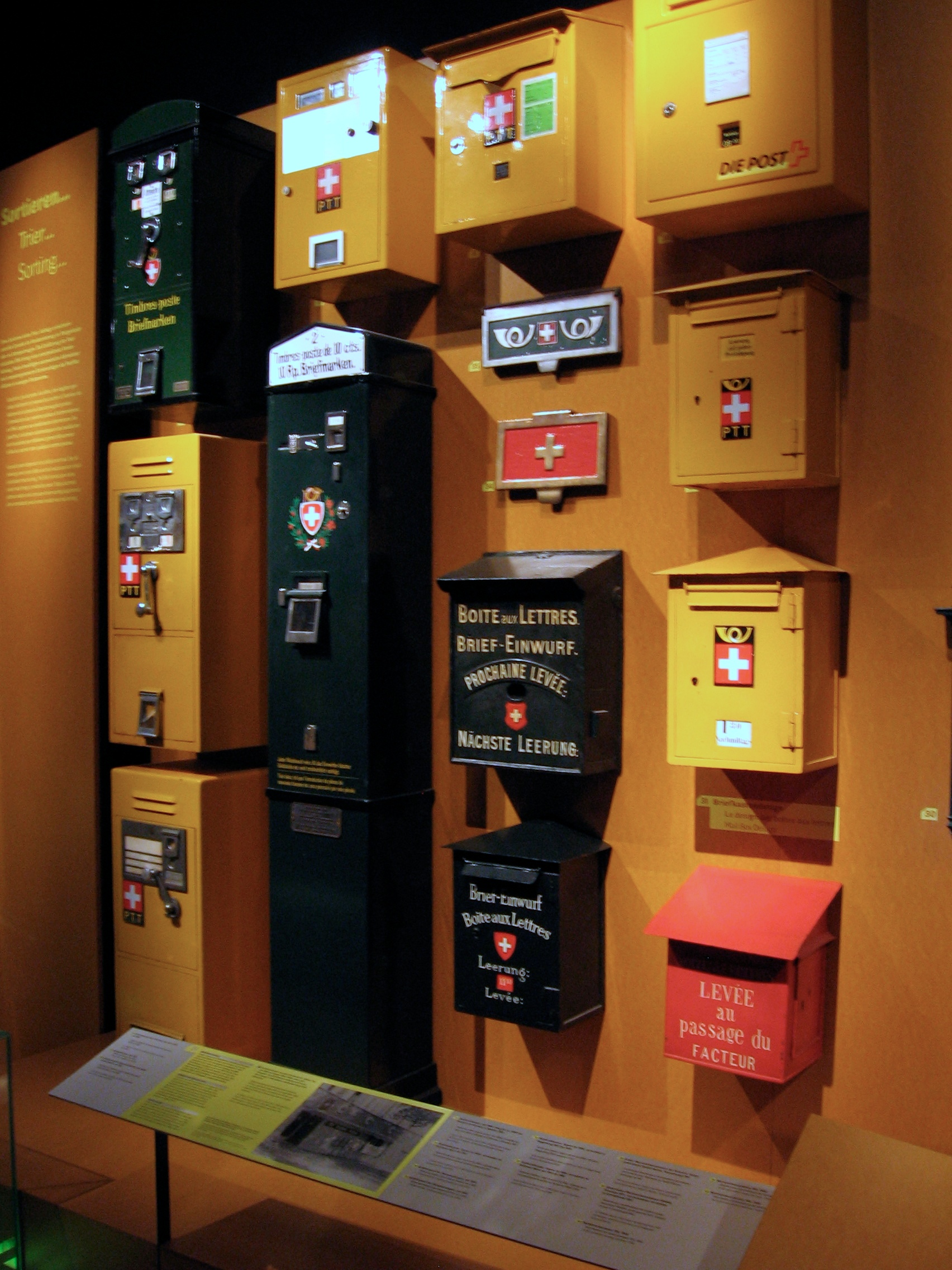
Les boîtes aux lettres suisses ont d’abord été vertes, puis jaunes.

C’est en 1901 que le directeur général des postes, Anton Säger, a donné mandat de collectionner les objets et les documents témoignant des premiers temps de la poste. Il avait édicté dès 1893, en tant qu’inspecteur des lignes postales, une instruction concernant l’intérêt des archives et d’un musée de la poste. Le Musée de la poste a ouvert ses portes en 1907 dans le bâtiment principal de la poste sur le Bollwerk à Berne.
Plus tard, les PTT sont devenus le nouvel organe responsable du Musée de la poste. À la suite de l’agrandissement du central téléphonique du Bollwerk, le musée a dû en 1933 prendre ses quartiers dans le sous-sol du nouveau Musée alpin suisse situé Helvetiaplatz. Ce nouveau bâtiment du quartier alors récent du Kirchenfeld compte au nombre des réalisations du Neues Bauen (mouvement moderne ou style international) à Berne. En 1949, le Musée de la poste a été rebaptisé Musée des PTT. Comme sa collection ne cessait de s’élargir et que le Musée alpin avait lui-même besoin de davantage de place, il a fallu trouver de nouveaux espaces pour le Musée des PTT.
Tandis que la bourgeoisie, la ville et le canton de Berne avaient le projet de réaliser un centre consacré à la protection des biens culturels dans le quartier du Kirchenfeld – un projet qui n’a que partiellement vu le jour – , le nouveau bâtiment du Musée des PTT est lui devenu réalité : en 1990, le musée a emménagé dans le bâtiment conçu par l’architecte Andrea Roost sur l’Helvetiastrasse, dans le Kirchenfeld. Il y est toujours aujourd’hui.
En 1997, les PTT ont été subdivisés en Poste suisse SA et Swisscom SA dans le sillage de la libéralisation. Les deux entreprises ont décidé d’instituer la Fondation suisse pour l’histoire de la poste et des télécommunications. Le musée des PTT est passé du statut de musée d’entreprise à celui de musée thématique et il a été rebaptisé Musée de la communication, nom qu’il porte encore aujourd’hui.
En 1998, la Poste et Swisscom ont chargé la fondation de gérer pour elles les Archives des PTT. Les locaux des archives ne se trouvent pas dans le bâtiment du musée, mais à Köniz, une banlieue de Berne. L’ancien émetteur à ondes courtes de Schwarzenburg fait aussi partie du musée depuis 1999 et il est utilisé comme dépôt. Le musée entreposait auparavant ses biens culturels dans plusieurs petits dépôts situés à divers emplacements. En 2013, le dépôt de Schwarzenburg a été élargi par un bâtiment conçu par Patrick Thurston. Le bâtiment en bois a remporté en 2015 le Prix Lignum or.
En 2019, l’idée s’est cristallisée à Berne de faire du quartier du Kirchenfeld un quartier des musées. Le quartier abrite depuis sa création au XXe siècle des bâtiments remarquables et bon nombre de musées bernois. L’idée est de relier entre eux les espaces et les contenus des différentes institutions culturelles et de donner ainsi naissance à un espace d’éducation et de culture,.

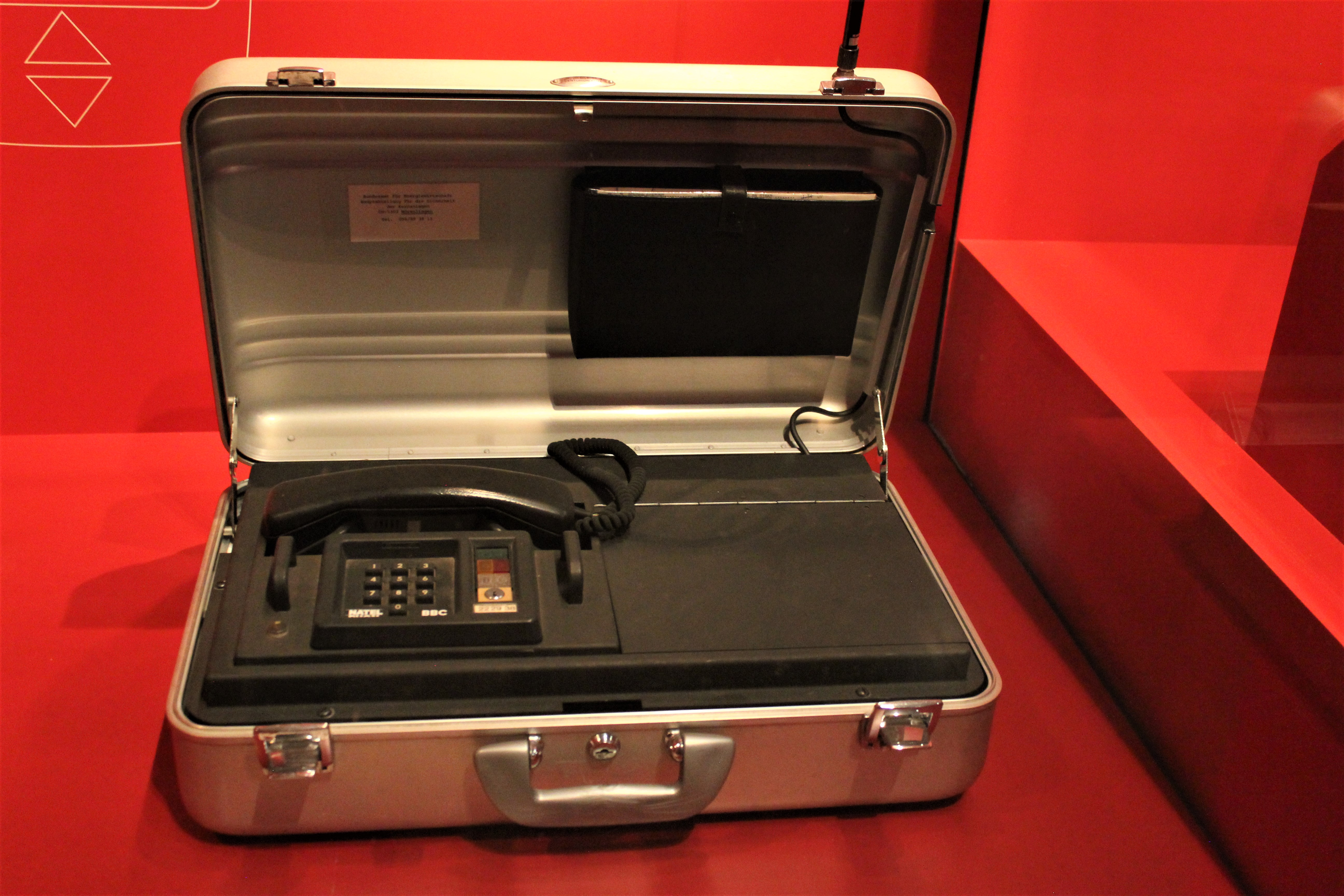
Un des premiers téléphones mobiles, le Natel A

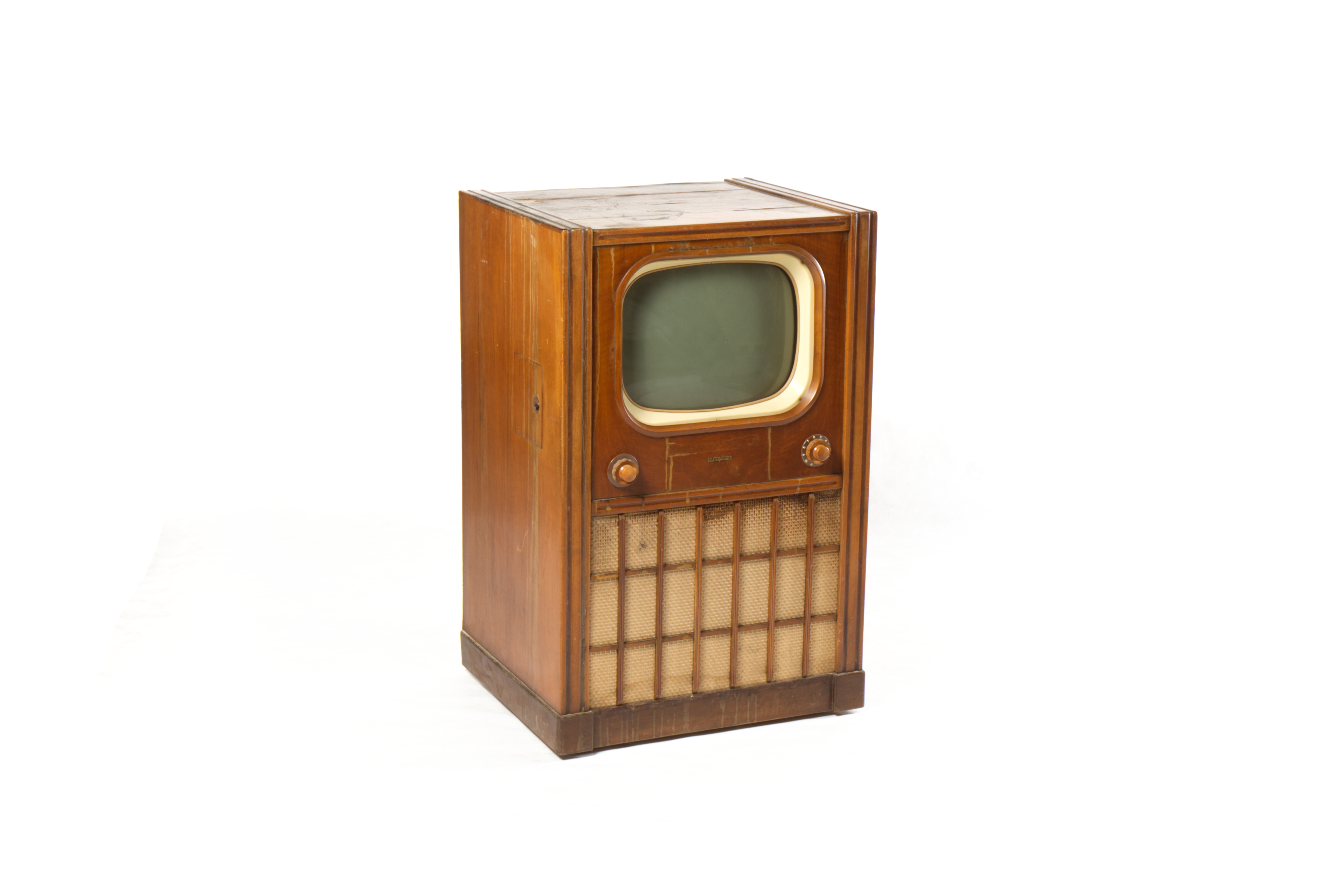
Récepteur de télévision La Dôle de la société suisse Autophon (1953/1954)

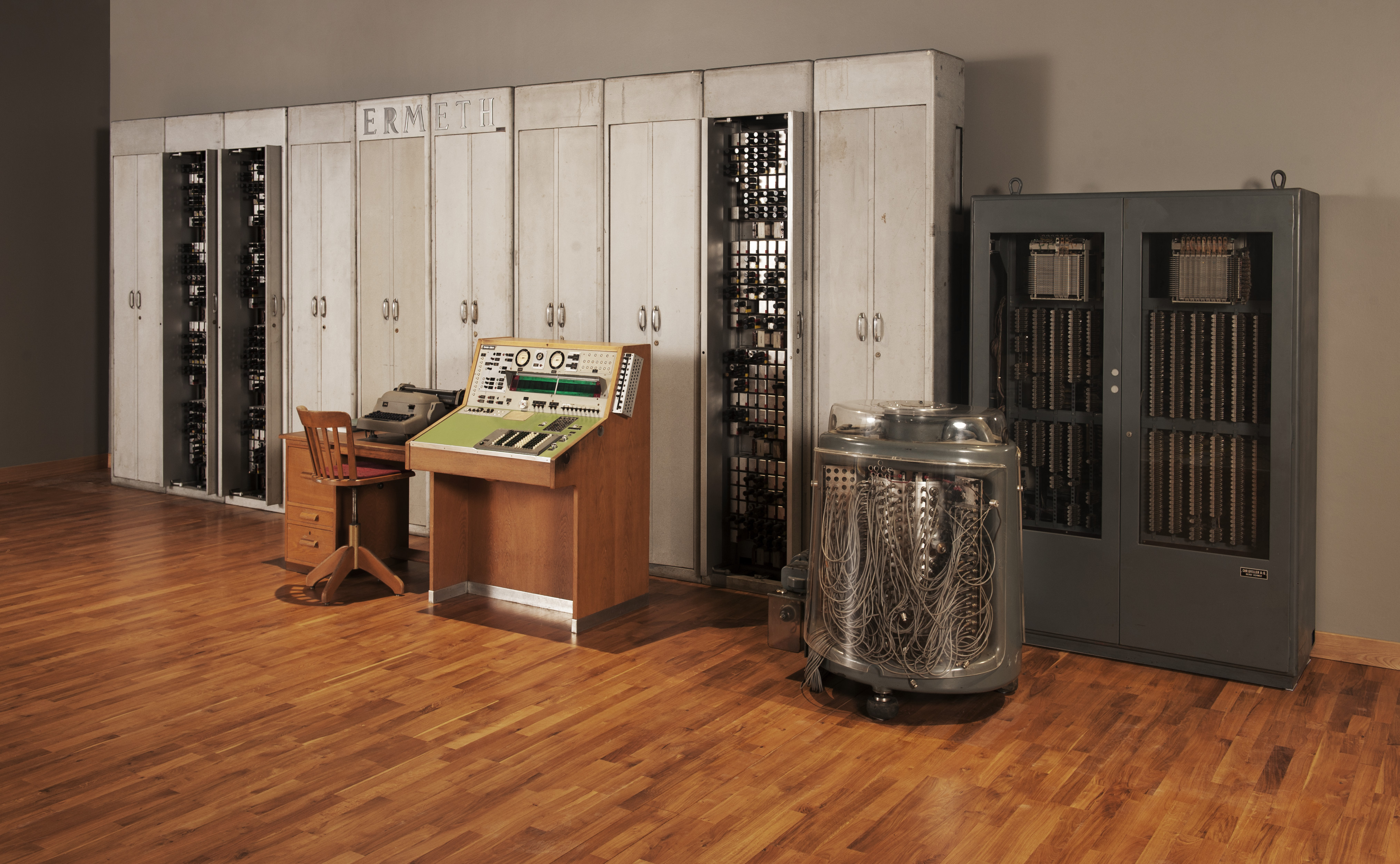
Le calculateur électronique ERMETH développé par l’EPF de Zurich